# Idioma umpila
Umpila es una lengua aborigen australiana, o un grupo de dialectos, de la península del Cabo York, en el norte de Queensland. Lo hablan unos 100 aborígenes, muchos de ellos ancianos.

## Distribución geográfica
El territorio terrestre asociado con el grupo lingüístico Umpila se encuentra a lo largo de la costa nororiental de la Península del Cabo York y se extiende desde el extremo norte de Temple Bay hacia el sur hasta la región de Massey Creek en la parte superior de Princess Charlotte Bay, y al oeste de la Gran Cordillera Divisoria hacia el municipio de Coen. La mayoría de los hablantes restantes de Umpila y Kuuku Ya'u residen en la comunidad aborigen del río Lockhart, que se encuentra en Lloyd Bay, aproximadamente en el límite entre las tierras de Umpila y Kuuku Ya'u.

## Variedades
Las principales variedades de Umpila, considerados dialectos o idiomas distintos de diversas formas, son:
- Umpila' propio
- Kanju (Kandju, Kaantyu, Gandju, Gandanju, Kamdhue, Kandyu, Kanyu, Karnu), también Jabuda, Neogulada, Yaldiye-Ho
- Kuuku-Yaʼu (Yaʼo, Koko-Jaʼo, Kokoyao), también Bagadji (Pakadji)
- Kuuku Yani (extinto)
- Uutaalnganu (extinto)
- Kuuku Iʼyu (extinto)

## Fonología
Inventario de consonantes del Umpila
|           | Bilabial | Dental | Alveolar | Palatal | Velar | glotal |
| --------- | -------- | ------ | -------- | ------- | ----- | ------ |
| Oclusiva  | p        | t̪      | t        | ɟ       | k     | ʔ      |
| Nasal     | m        | n̪      | n        | ɲ       | ŋ     |        |
| Lateral   |          |        | l        |         |       |        |
| Rótica    |          |        | r        |         |       |        |
| Semivocal |          |        |          | j       | w     |        |

Umpila vowel inventory
|         | Anterior | Posterior |
| ------- | -------- | --------- |
| Cerrada | i iː     | u uː      |
| Abierta | a aː     | a aː      |

## Gramática
Tipológicamente, Umpila es una lengua aglutinante, sufijadora, de marca dependiente, con preferencia por el orden constituyente Sujeto-Objeto-Verbo. Las relaciones gramaticales se indican mediante un sistema de casos ergativos divididos: las inflexiones nominales son ergativas/absolutivas, los pronominales son nominativos/acusativos. Las características de la nota incluyen: eliminación histórica de consonantes iniciales, reduplicación verbal compleja que expresa progresividad y aspecto habitual, marcación ergativa 'opcional'.

## Lenguaje de signos
Los Umpila tienen (o tenían) una forma de señas bien desarrollada de su idioma. Es uno de los componentes principales de la lengua de señas indígena del extremo norte de Queensland.